# Distenia tricostata
Distenia tricostata är en skalbaggsart som beskrevs av Fernando Chiang och Wu 1987. Distenia tricostata ingår i släktet Distenia och familjen långhorningar. Inga underarter finns listade i Catalogue of Life.